# Emmanuel Mathias
Emmanuel Mathias (* 3. April 1986 in Kaduna) ist ein nigerianischer ehemaliger Fußballspieler mit togoischem Pass.
Mathias erlernte das Fußballspiel in den Jugendabteilungen des nigerianische Klubs BCC Lions. 2004 wechselte der Abwehrspieler zum togoischen Spitzenklub Étoile Filante de Lomé, gleichzeitig erhielt er die togoische Staatsbürgerschaft. Kurz darauf wurde das Talent in die Nationalmannschaft Togos eingeladen, für die er am 27. März 2005 gegen Mali in der WM-Qualifikation debütierte.
Als Rechtsverteidiger kam er noch in zwei weiteren WM-Qualifikationsspielen zum Einsatz, unter anderem beim wichtigen 2:2-Unentschieden in Senegal. Bis Ende 2005 absolvierte er insgesamt fünf Länderspiele und erzielte dabei ein Tor für Les Eperviers. Außerdem stand er auch im Aufgebot für die Afrikameisterschaft 2006 in Ägypten.
Bereits im Juni 2005 wechselte Mathias weiter zum neunzehnfachen tunesischen Meister Espérance Tunis. Dort unterschrieb er einen Vertrag bis 2009. Er verließ den Verein nach enttäuschender Saison jedoch bereits nach einem Jahr. Nach Engagements in Israel und Nigeria verbrachte er seine Karriere, die bis 2020 anhielt, in Südafrika und Sambia.